# Necyla bonhourei
Necyla bonhourei är en insektsart som beskrevs av Navás 1922. Necyla bonhourei ingår i släktet Necyla och familjen fångsländor. Inga underarter finns listade i Catalogue of Life.